# Odražek
Odražek je označení mince, která vypadá jako skutečná, ale není platná, protože je vyrobena z jiného kovu, než je předepsáno (popř. má nějaké odchylky ve vzhledu). Původně vznikaly odražky jako produkt padělatelství, když se používala např. měď jako náhražka zlata (tzv. peníze chudých). Někdy však sáhly k používání levnějšího kovu u oficiálních platidel jako k nouzovému prostředku samy vlády: důvodem byl nedostatek materiálu nebo devalvace měny. V současnosti vznikají odražky buď jako zmetky v mincovně, nebo jako zkušební ražby (ukázky navrhovaných peněz předkládané ke schválení), popř. jako reklamní předměty určené sběratelům. Někdy se stává, že odražek je zhotoven z dražšího kovu než originál - např. státní návštěvy dostávají repliky skutečných mincí vyrobené ze zlata nebo stříbra.
Známým odražkem nedávné doby je zkušební vzorek české desetikoruny, ražený v roce 1993 v Hamburku, který má oproti schválenému vzoru odlišnou velikost nápisu "Kč". Cena této rarity se vyšplhala až na půl milionu korun.